# Vasiľov
Vasiľov é um município da Eslováquia, situado no distrito de Námestovo, na região de Žilina. Tem 9,14 km² de área e sua população em 2018 foi estimada em 824 habitantes.

## Demografia
| Ano:        | 1994 | 2004   | 2014   | 2024   |
| ----------- | ---- | ------ | ------ | ------ |
| Broj ljudi: | 767  | 757    | 819    | 818    |
| Razlika:    |      | -1,30% | +8,19% | -0,12% |

| Ano:               | 2023 | 2024   |
| ------------------ | ---- | ------ |
| Número de pessoas: | 823  | 818    |
| Diferença:         |      | -0,60% |